# Morena (chanteuse)

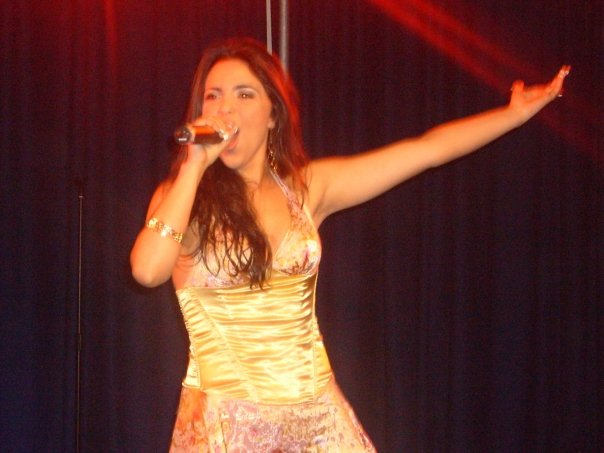
Morena en 2008

Morena, de son vrai nom Margerita Camilleri Fenech, née le 7 mars 1984 à Sannat, île de Gozo, Malte, est une chanteuse ayant représenté Malte au Concours Eurovision de la chanson 2008. « Morena » signifie « brunette ».

## Morena à l'Eurovision
En 2006, Morena à la sélection pour représenter l'île de Malte au Concours Eurovision de la chanson 2006. Avec Paul Giordimaina et le titre Time, elle atteint la 9e place avec un total de 3046 votes.
Deux années plus tard, Morena participe de nouveau à la sélection de Malte pour l'Eurovision et y présente deux titres, Casanova et Vodka, qui atteindront tous deux les demi-finales. Casanova finit à la 5e place avec 3607 télévotes et 40 votes du jury alors que le titre Vodka sera sélectionné avec 49 points du jury et 16979 votes du public (soit 33% des votants).
Morena participe, ensuite, aux demi-finales du Concours Eurovision de la chanson 2008, à Belgrade, le 22 mai 2008. Elle ne parvient cependant pas à se qualifier pour la finale du concours.